# Поль Сабатьє
По́ль Сабатьє́ (фр. Paul Sabatier; 5 листопада 1854, Каркасон — 14 серпня 1941, Тулуза) — французький хімік, лауреат Нобелівської премії з хімії за 1912 рік.

## Біографія
Поль Сабатьє народився в Каркасоні, на півдні Франції. Його батьки — Поліна (Гілам) Сабатьє і Алексис Сабатьє, землевласник, який втратив землі через несплату боргів і відкрив капелюшний магазин. Сабатьє був одним з трьох синів і наймолодшою дитиною в сім'ї, що складалася з семи дітей. Він навчався в ліцеї у Каркасоні, де вчителі вважали його здібним і старанним учнем. Сам Сабатьє часто говорив: «Я більше всього займаюся тим предметом, який мені найменше подобається». У 1868 році він перейшов в Тулузького ліцею, щоб готуватися до вступних іспитів в університет. У Тулузі Сабатьє також відвідував публічні лекції з фізики і хімії, які вперше пробудили в ньому бажання займатися науковими дослідженнями.
Перш ніж вирушити до Парижа для дворічної додаткової підготовки, Сабатьє в 1869—1872 роках вивчав класичні мови і літературу в колежі св. Марії в Тулузі. У 1874 році він посів перше місце на вступних іспитах і був прийнятий як у Вищу нормальну школу, так і в Політехнічну школу. Вибравши першу, Сабатьє закінчив її за три роки і був найкращим студентом у групі. Протягом наступного року він викладав фізику у ліцеї у Німі, а потім став асистентом хіміка Марселена Бертло в Колеж де Франс. Тут Сабатьє продовжив свої заняття і в 1880 році здобув докторський ступінь за дисертацію з термохімії сірки і сульфатів металів.
Протягом наступного року Сабатьє вивчав фізику в університеті Бордо. Повернувшись в 1882 році до Тулузи, він через два роки отримав кафедру хімії Тулузького університету, яку очолював до кінця своєї наукової кар'єри. У 1905 році Сабатьє був призначений деканом факультету та, попри те що в 1907 році дістав запрошення зайняти місце Анрі Муассана у Паризькому університеті (Сорбонні), залишився в Тулузі. У 1929 році Сабатьє пішов з посади декана факультету в Тулузькому університеті, а наступного року подав у відставку.

## Наукова діяльність
Як і Бертло, Сабатьє на початку своєї дослідницької діяльності сконцентрував увагу на проблемах неорганічної хімії. Використовуючи метод вакуумної перегонки, він отримав чистий дисульфід водню. Вчений також виділив бінарні сполуки бору і кремнію, відкрив кілька нових нітридів металів, розробив методи отримання нітрозилдисірчаної кислоти і основної змішаної мідь-срібної солі.
У 1890-ті роки Сабатьє звернувся до органічної хімії. Він особливо зацікавився каталітичними процесами, пов'язаними з гідруванням, в результаті яких ненасичені органічні сполуки стають насиченими (ненасичені сполуки здатні до хімічного приєднання, в той час як насичені не виявляють такої тенденції). У той же час у таких реакціях каталізаторами зазвичай служили платина і паладій, а висока ціна на них перешкоджала широкомасштабному промисловому застосуванню. Сабатьє були відомі досліди, в яких отримували карбоніл нікелю, дією монооксиду вуглецю на подрібнений нікель. Знаючи, що подібна реакція перебігає і тоді, коли замість нікелю беруть залізо, Сабатьє задався питанням про те, чи не можна змусити інші гази реагувати з нікелем та іншими металами. У 1896 році він отримав пероксид азоту у присутності міді, кобальту і нікелю.
Коли Сабатьє дізнався, що Муассану і Шарлю Моро, ще одному французькому хіміку, не вдалося досягти тих самих результатів, використовуючи ацетилен, Сабатьє повторив їх дослід, взявши етилен, хімічно менш активну речовину, і пропустивши газоподібний етилен над сріблом і нікелем. Він виявив, що при 300 °C відбувається посилене температурне світіння, на нікелі осідає вуглець і виділяється газ. На думку Муассана і Моро, цим газом повинен був бути водень. Сабатьє ж виявив, що газ складається головним чином з етану, насиченою воднем сполукою.
Оскільки насичені вуглеводні є важливими проміжними продуктами при виробництві ліків, запашних речовин, миючих засобів, харчових жирів та інших промислових товарів, відкриття, зроблене Сабатьє, мало величезну практичну цінність. А втім вчений отримав лише кілька патентів на свої відкриття, хоч і продовжував займатися науковими дослідженнями. Працюючи разом зі своїм студентом Ж. Б. Сандераном, він довів здатність нікелю гідрогенізувати (гідрувати) інші вуглеводні.

## Нагороди
У 1912 році Сабатьє було присуджено Нобелівську премію з хімії «за запропонований ним метод гідрогенізації органічних сполук у присутності дрібнодисперсних металів, який різко стимулював розвиток органічної хімії». Сабатьє поділив цю премію з французьким хіміком Віктором Гріньяром. «Протягом останніх 15 років, — сказав Сабатьє у своїй Нобелівській лекції, — думка про механізм каталізу ніколи не залишала мене. Всі мої успіхи — це результат народжених нею висновків». «Теорії не можуть претендувати на безсмертя, — додав він. — Це всього лише плуг, яким орач користується для того, щоб провести борозну, і який він має повне право після жнив замінити іншим, досконалішим».
Крім Нобелівської премії, Сабатьє одержав премію Джекера Французької академії наук (1905), медаль Деві (1915) і Королівську медаль (1918) Лондонського королівського товариства, а також медаль Франкліна Франкліновського інституту (1933). Сабатьє були присуджені почесні ступені університетів Пенсільванії і Сарагоси. Він був членом Французької академії наук та іноземним членом багатьох наукових товариств, включаючи Лондонське королівське товариство, Мадридську академію наук. Нідерландську королівську академію наук, Американське хімічне товариство, Брюссельське наукове і Британське хімічне товариство.

## Родина
У 1884 році Сабатьє з'єднав свою долю з Жермен Ерал, дочкою місцевого судді. У них народилися чотири дочки. Після смерті дружини в 1898 році Сабатьє більше не одружувався.